# Plasnes

Plasnes este o comună în departamentul Eure, Franța. În 1 ianuarie 2022 avea o populație de 728 de locuitori.